# Észak-Korea kerületei
A Koreai Népi Demokratikus Köztársaság a városokat (28 db) leszámítva 131 területi igazgatási egységre oszlik: 130 megyére (kun (kun)) és 1 kerületre (1 csigu (chigu)).

## Dél-Phjongan(P'yŏngan)
- Ungok (Un'gok) (운곡지구; 雲谷地區)